# La nevada
La nevada é uma obra do pintor e gravador espanhol Francisco de Goya. A pintura repousa, hoje, nas paredes do Museu do Prado, em Madrid. "Faz parte da série de cartões para tapeçarias que representam as estações do ano".

## Análise do quadro
"Corresponde a uma série de cartões que Goya pintou para as tapeçarias que iriam para a sala de jantar do Príncipe das Astúrias, o palácio de El Pardo em Madri. Fez parte de um conjunto composto por 'La floreras', 'La vendimia', 'La era' e essa para o inverno. Era uma série dedicada às quatro estações. O originalidade de Goya, no caso desta pintura, está no assunto, na forma de interpretar e desenvolver com pincéis o que é um inverno cruel. É a primeira vez na história da pintura que é representada de forma realista, sem romanticismos; geralmente, era retratado de forma idealista, como uma estação divertida e grata.
Aqui somos apresentados como algo natural nos meses do ano, com um frio desagradável e triste, onde os protagonistas sofrem a rigorosidade do vento e da neve. Atrás deles, está um burro carregando um porco aberto em um rio. É uma cena costumbrista. Neste caso, ele está falando com os pincéis sobre o abate do porco, que normalmente é feito nos dias frios de inverno. Todos os personagens da cena sentem frios: os três homens do burro, os guardas e até o cão que esconde a cauda entre as pernas.
Com a ajuda da cor branca, Goya consegue transmitir o frio da neve e da nevasca, contrastando com os tons escuros do seu redor. Outro elemento importante na cena é o vento que move as árvores já desprovidas de suas folhas, ao mesmo tempo em que joga flocos de neve no rosto dos homens. O assunto era uma novidade entre seus contemporâneos."